# Pegantha pantheon
Pegantha pantheon är en nässeldjursart som beskrevs av Ernst Haeckel 1879. Pegantha pantheon ingår i släktet Pegantha och familjen Solmarisidae. Inga underarter finns listade i Catalogue of Life.